# Chente García Acosta
José Vicente "Chente" García Deita (Tafalla, Navarra; 4 de agosto de 1972) é um ciclista espanhol que foi profissional entre 1995 e 2011.
Estreiou como profissional em 1995 decorrendo toda a sua carreira desportiva na estrutura de equipas de Eusebio Unzue e José Miguel Echavarri até à sua retirada em 2011.
Desde de 2013 é director desportivo da Movistar Team.

## Palmarés
1996
- Volta a Navarra, mais 1 etapa

1997
- 1 etapa da Volta a Espanha

1998
- G. P. Eddy Merckx (fazendo casal com Abraham Olano)

2000
- 1 etapa do Tour de France

2002
- 1 etapa da Volta a Espanha

2003
- 1 etapa da Volta a Burgos

2006
- 1 etapa da Volta a Castela e Leão

## Resultados em Grandes Voltas e Campeonatos do Mundo
Durante a sua carreira desportiva conseguiu os seguintes postos nas Grandes Voltas e nos Campeonatos do Mundo em estrada:
| Carreira           | 1995 | 1996 | 1997 | 1998 | 1999 | 2000 | 2001 | 2002 | 2003 | 2004 | 2005 | 2006 | 2007 | 2008 | 2009 | 2010 | 2011 |
| ------------------ | ---- | ---- | ---- | ---- | ---- | ---- | ---- | ---- | ---- | ---- | ---- | ---- | ---- | ---- | ---- | ---- | ---- |
| Giro d'Italia      | -    | -    | -    | -    | -    | -    | -    | -    | -    | -    | -    | -    | -    | -    | -    | -    | -    |
| Tour de France     | -    | -    | Ab.  | Ab.  | 68º  | 53º  | Ab.  | 122º | 125º | 86º  | 148º | 113º | 91º  | 139º | -    | -    | -    |
| Volta a Espanha    | -    | -    | 62º  | 48º  | 53º  | 63º  | 111º | 75º  | 108º | 106º | 72º  | 104º | 124º | 119º | 137º | 115º | Ab.  |
| Mundial em estrada | -    | -    | 80º  | 13º  | Ab.  | -    | -    | 73º  | -    | -    | -    | -    | -    | -    | -    | -    | -    |

-: Não participa
Ab.: Abandono

## Equipas
- Banesto/ibanesto.com/illes Balears/Caisse d'Epargne/Movistar Team (1995-2011)
  - Banesto (1995-2000)
  - ibanesto.com (2001-2003)
  - Illes Balears-Banesto (2004)
  - Illes Balears-Caisse d'Epargne (2005)
  - Caisse d'Epargne-Illes Balears (2006)
  - Caisse d'Epargne (2007-2010)
  - Movistar Team (2011)